# 3 Hour Drive
3 Hour Drive é uma canção recordada pela cantora americana Alicia Keys para seu sétimo álbum de estúdio, Alicia (2020).

## Antecedentes e Gravação
Em entrevista ao portal Revolt, a engenheira de gravação e mixagem de longa data de Alicia, Ann Mincieli revelou que "3 Hour Drive" foi escrita em 2015, para o seu sexto album, Here (2016), mas ela decidiu mantê-la e lança-la no seu álbum, Alicia.

## Composição
A música nasceu a partir do sentimento de saudade, que para cada um dos dois possui um significado diferente. Para Keys significa a saudade de seu filho mais novo, Genesis, já que passara muitos dias distante dele por causa do trabalho. Já para Sympla, significa a saudade de sua mãe, que acabara de falecer.

## Performances
A primeira performance ocorreu em uma versão acústica exclusiva em um dueto com o cantor SIR para o canal oficial do Colors no Youtube, lançada em 22 de Setembro de 2020 e em 16 de Outubro foi lançada como faixa bônus nas versões digital e streaming de Alicia